# Outram Bangs
Outram Bangs (Watertown, 12 gennaio 1863 – East Wareham, 22 settembre 1932) è stato uno zoologo statunitense.

## Opere
- The hummingbirds of the Santa Marta Region of Colombia American Ornithologists' Union, New York (1899)
- The Florida Puma Proceedings of the Biological Society of Washington 13:15-17. (1899)
- The Mammals and Birds of the Pearl Islands, Bay of Panama Harvard University Museum of Comparative Zoology, Bulletin 46 (8) : 137-160 (1905) con J. E. Thayer
- Notes on the Birds and Mammals of the Artic Coast of East Siberia New England Zoological Club, Proceedings, 5 : 1-66 (1914) con M. Allen Glover e J. E. Thayer

| Bangs è l'abbreviazione standard utilizzata per le specie animali descritte da Outram Bangs. Categoria:Taxa classificati da Outram Bangs |